# Panzer-Auffrischungs-Verband Krampnitz
La Panzer-Auffrischungs-Verband Krampnitz était une unité blindée de la taille d'une division blindée de la Wehrmacht Herr. Activée le 28 mars 1945, cette unité a été engagée dans les combats dans les derniers mois de la Seconde Guerre mondiale.

## Historique
Le 20 mars 1945, le commandement du Wehrkreis III reçoit un ordre de l'OKH pour créer une Panzer-Auffrischungs-Verband Krampnitz dans le complexe militaire de Krampnitz à Potsdam avec comme date limite le 1er avril 1945, en utilisant divers personnels du Wehrkreis. Divers éléments de l'unité sont intégrés le 19 avril 1945 dans la 7e Panzerdivision.

### Composition
- Pz.Gren.Reg.Krampnitz 1 (I.,II. Btl.)
- Pz.Gren.Reg. Krampnitz 2 (I.,II. Btl.)
- gemischtes Pz.Abt. Krampnitz
- Pz.Nachr.Kp. Krampnitz
- Pz.Späh.Kp. Krampnitz
- Pi.Kp. Krampnitz
- Pz.Jg.Abt. Krampnitz
- Versorgungstruppen Krampnitz